# Рядинский, Анатолий Васильевич
Анато́лий Васи́льевич Ряди́нский (неоязыческое имя — Берендей) (23 декабря 1938 — 13 мая 2009) — российский деятель славянского неоязычества, один из основателей русского неоязыческого движения. Директор туристической базы в Московской области. Организовал на её основе общину последователей, постоянно живущих совместно на природе.
В советское время был партийным функционером.
Рядинский принадлежит к числу фигур, которые стояли у истоков оформленного русского неоязыческого движения. В конце советского периода стал директором туристической базы «Былина» в Подмосковье. Перестроил этот объект на берегу Истринского водохранилища в своего рода уголок языческой Руси, со собственной архитектурой, порядками и установлениями, где им в 1980-х годах была создана неоязыческая община. Община стала одной из первых неоязыческих фольклорных групп в России.
В отличие от многих других неоязычников Рядинского интересовало внутреннее совершенствование человека, развитие заложенных в него природных способностей.
Община имела экологическую направленность и ставила целью совершенствование человеческих способностей, заложенных Природой. С 1984 года на туристической базе регулярно проводились фольклорные праздники, как неоязыческие, так и православные, и карнавалы.